# Júnior Moraes
Júnior Moraes (Santos, 4 de abril de 1987) es un ex-futbolista brasileño-ucraniano que jugaba en la demarcación de delantero.

## Trayectoria
Tras formarse como futbolista en el Santos F. C., finalmente se ascendió al primer equipo. Jugó durante dos temporadas en el club hasta que salió cedido a la Associação Atlética Ponte Preta. Posteriormente salió traspasado al Esporte Clube Santo André, Gloria Bistrița, PFC CSKA Sofia, F. C. Metalurh Donetsk, F. C. Dinamo de Kiev, cedido al Tianjin Quanjian F. C. y finalmente fichado por el F. C. Shakhtar Donetsk. Hizo su debut con el club ucraniano el 21 de julio de 2018 en la final de la Supercopa de Ucrania contra el F. C. Dinamo de Kiev. El 15 de marzo de 2019 consiguió la nacionalidad ucraniana.
El 8 de diciembre de 2021 amplió su contrato con el Shakhtar Donetsk hasta el 30 de junio de 2022. Este lo rescindió tres meses antes y regresó a Brasil para jugar en el S. C. Corinthians hasta diciembre de 2023. Se marchó antes de esa fecha tras llegar a un acuerdo para terminar el contrato.

## Selección nacional
El 22 de marzo de 2019 debutó con la selección de Ucrania en un encuentro de clasificación para la Eurocopa 2020, ante Portugal, tras sustituir a Roman Yaremchuk en el minuto 76.

## Clubes
| Club                            | País     | Año       | Partidos | Goles |
| ------------------------------- | -------- | --------- | -------- | ----- |
| Santos F. C.                    | Brasil   | 2007-2008 | 26       | 4     |
| A. A. Ponte Preta (cedido)      | Brasil   | 2008      | 0        | 0     |
| E. C. Santo André               | Brasil   | 2009      | 7        | 2     |
| Gloria Bistrița                 | Rumania  | 2009-2011 | 35       | 20    |
| P. F. C. CSKA Sofia             | Bulgaria | 2011-2012 | 26       | 17    |
| F. C. Metalurh Donetsk          | Ucrania  | 2012-2015 | 70       | 37    |
| F. C. Dinamo de Kiev            | Ucrania  | 2015-2017 | 54       | 22    |
| Tianjin Quanjian F. C. (cedido) | China    | 2017      | 4        | 2     |
| F. C. Dinamo de Kiev            | Ucrania  | 2017-2018 | 30       | 12    |
| F. C. Shakhtar Donetsk          | Ucrania  | 2018-2022 | 106      | 62    |
| S. C. Corinthians               | Brasil   | 2022-2023 | 21       | 1     |

## Palmarés

### Campeonatos regionales
| Título              | Club         | Estado    | Año  |
| ------------------- | ------------ | --------- | ---- |
| Campeonato Paulista | Santos F. C. | São Paulo | 2007 |

### Campeonatos nacionales
| Título                  | Club                   | País     | Año  |
| ----------------------- | ---------------------- | -------- | ---- |
| Supercopa de Bulgaria   | P. F. C. CSKA Sofia    | Bulgaria | 2011 |
| Liga Premier de Ucrania | F. C. Dinamo de Kiev   | Ucrania  | 2016 |
| Supercopa de Ucrania    | F. C. Dinamo de Kiev   | Ucrania  | 2016 |
| Copa de Ucrania         | F. C. Shakhtar Donetsk | Ucrania  | 2019 |
| Liga Premier de Ucrania | F. C. Shakhtar Donetsk | Ucrania  | 2019 |
| Liga Premier de Ucrania | F. C. Shakhtar Donetsk | Ucrania  | 2020 |